# Bodybutton
Bodybutton est un label de musique électronique franco-américain apparenté au genre IDM ou electronica. Combo Breaker et Equivicleft se rencontrent au Royaume-Uni à Brighton en 1998 et fondent ce label après plusieurs années de collaboration en 2003.

## Discographie
- Collection of beats Alphaprobe
- Techbeat Commin' Combo Breaker (2004)
- Spot & Dot Vol.1/Climbo Blinker (2004)
- Spot & Dot Vol.2/Climbo Blinker (2005)
- Color Quartet/ Faithe Meleurty (2006)
- Spot & Dot Vol.3/Climbo Blinker (2006)
- Marseille-Miami Vaultdwellers (2006)
- Exonyms Equivicleft (2006)
- Spot & Dot Vol.4/Climbo Blinker (2007)
- ? Equivicleft (2007)
- double? Alphaprobe (2007)